# Joker (Persona)
Joker (ジョーカー Jōka?) es el protagonista de Persona 5, un videojuego de rol, lanzado en 2016 por Atlus. Es un estudiante de segundo año de preparatoria que es expulsado debido a una falsa acusación de agresión por parte de un político corrupto. Como resultado, deja su ciudad natal y se muda con un amigo de la familia a Tokio para cumplir un año de libertad condicional. Después de su transferencia a una nueva escuela, él y un grupo de otros estudiantes despiertan a un poder sobrenatural conocido como Persona. Poco después, forman un grupo de justicieros conocido como Phantom Thieves of Hearts, cuyo propósito es explorar el Metaverso, un reino metafísico que consiste en la manifestación física de los deseos subconscientes de la humanidad, con el fin de eliminar la intención malévola de los corazones de las personas.
Joker también aparece en varios spin-offs de la serie, así como otras apariciones fuera de él, como ser un personaje jugable en el juego de lucha Super Smash Bros Ultimate. Fue diseñado por el artista de la serie Persona, Shigenori Soejima , y es interpretado en japonés por Jun Fukuyama y en inglés por Xander Mobus. Si bien el jugador puede nombrar libremente a Joker en el juego, su nombre oficial es Ren Amamiya. El nombre Akira Kurusu se usó en la adaptación del manga.

## Desarrollo y diseño
Joker es un adolescente creado por Shigenori Soejima para el videojuego de rol Persona 5. Es un estudiante de segundo año de secundaria que es falsamente acusado de agresión por Masayoshi Shido, un político influyente en el gabinete de Japón. Mientras Joker camina por su ciudad natal por la noche, es testigo de como Shido acosa a una mujer. Después de que Shido se cae y se lastima la cabeza debido a que está intoxicado, culpa a Joker, un simple transeúnte, y obliga a su subordinada a testificar a la policía que fue Joker quien lo agredió. En la audiencia judicial, se le dice a Joker que debe cumplir un año de libertad condicional y es trasladado a la Academia Shujin, ya que es la única escuela que lo aceptaría con sus antecedentes penales actuales. Al necesitar un lugar para quedarse mientras está allí, Sojiro Sakura, un conocido de los padres de Joker, se ofrece a alojarlo en el ático de su café Leblanc.
Durante su primer mes en la Academia Shujin, él y otros estudiantes ingresan a una dimensión cognitiva llamada Metaverso, en donde despiertan sus poderes sobrenaturales, conocidos como Persona. Poco después, proceden a formar un grupo de justicieros sociales, al cual nombran Phantom Thieves of Hearts.
A pesar de ser principalmente un protagonista silencioso, Joker ocasionalmente dice frases cortas durante escenas y batallas; siendo interpretado en japonés por Jun Fukuyama y en inglés por Xander Mobus. El nombre oficial de Joker es Ren Amamiya, aunque se utilizó el nombre Akira Kurusu en la adaptación a manga. Amamiya fue elegido por el productor del anime quien pensó que la combinación de su nombre completo, que significa loto (蓮 Ren?), lluvia (雨 Ama?) y palacio (宮 Miya?) en japonés, sonaba «bastante poético» juntos. El productor declaró además que rehacer la caracterización de Joker en el anime fue un desafío, pero que en última instancia fue un éxito.
Joker es el líder de los Phantom Thieves of Hearts y el único usuario de Persona del grupo con la «Wild Card», una extraña habilidad que le permite convertir los vínculos con los demás en fuerza, además de tener más de un Persona y fusionarlos para crear otros más poderosos. El Persona principal de Joker es Arsène, pero Joker puede recurrir a la lucha con cuchillos y pistolas cuando no quiere usar sus poderes.  Su Persona definitivo es Satanael, el equivalente gnóstico del diablo y una deidad que puede aprovechar el poder de los siete pecados capitales. La Persona inicial de Joker era originalmente el demonio alemán Mefistófeles, pero se cambió a Arsène ya que este último personaje encaja mejor con los temas del juego.
Las tres principales inspiraciones detrás de Joker fueron Arsenio Lupin, The Fiend with Twenty Faces e Ishikawa Goemon. El primer boceto de su personaje se hizo en 2012. Soejima trabajó en una estrecha colaboración con el director del juego Katsura Hashino para que Joker y el resto de los personajes pudieran reflejar adecuadamente los temas del juego.
Joker tiene cabello negro ondulado, ojos grises oscuros, y usa un par de gafas de moda para la mayoría de sus atuendos casuales y escolares. En el Metaverso, su indumentaria cambia a una gabardina negra estilizada con una máscara de mascarada, guantes rojos, y zapatos winklepicker, que fueron descritos como diseñados según la moda Belle Époque.
Como el tema principal y la narrativa de Persona 5 giran en torno a la rebeldía y de liberarte de las limitaciones de la sociedad, Soejima necesitaba transmitir esto mientras permitía que el personaje se adaptara a las opciones de diálogo que el jugador decidiera. 
Debido a estas dificultades, Joker recibió múltiples diseños en un proceso de prueba y error para encontrar el mejor. Como la premisa del «ladrón fantasma» era un estereotipo común en la ficción, Soejima inicialmente dibujó a Joker y al resto del elenco principal del juego en un estilo similar a un manga shōnen, pero estos diseños fueron descartados porque chocaban con la estética realista de la serie. Soejima compara su diseño con una pantera negra, que contrasta con el protagonista de Persona 4, Yu Narukami, diseñado en torno a la imagen de un perro leal y sincero. 
Él enfatiza la naturaleza bilateral de su diseño, que se relaciona con la doble vida de los Ladrones Fantasma. A pesar de que la apariencia uniformada de Joker está destinada a dar la impresión de ser alguien de buen corazón y leal al sistema, su verdadera naturaleza es de espíritu libre y rebelde, siendo el tipo de persona que planea las cosas sin decírselo a nadie.

## Apariciones
Joker se presentó por primera vez en Persona 5 como el personaje principal del juego, y también apareció en los juegos derivados de la serie Persona 5: Dancing in Starlight, Persona Q2: New Cinema Labyrinth, Persona 5 Strikers y Persona 5 Tactica. Es un personaje jugable en  Super Smash Bros. Ultimate, que se lanzó como contenido descargable pago en abril de 2019. También ha hecho apariciones en otros juegos no relacionados, como Dragon's Dogma Online, Phantasy Star Online 2, Lord of Vermilion Re: 3, Sonic Forces, Puzzle & Dragons, Granblue Fantasy, Catherine: Full Body, Star Ocean: Anamnesis, Another Eden,  y Tokyo Mirage Sessions ♯FE Encore.

## Recepción
La recepción crítica fue positiva, llevándose a cabo varios fan art y cosplay del personaje. Tras la revelación de Persona 5, los fanes en Japón lo apodaron «Potter» debido a su parecido visual con Harry Potter, el personaje principal de la franquicia de Harry Potter Tras su anuncio como personaje de contenido descargable (DLC) en el videojuego de lucha de Nintendo Super Smash Bros. Ultimate, Masahiro Sakurai, el director del juego y fanático de la serie Persona, declaró que Joker era emblemático de la línea que quería adoptar con su DLC, y agregó que quería personajes que fueran «únicos», «diferentes» y «divertidos» para usar en el entorno de Super Smash Bros.  Su aparición en Ultimate fue recibida con elogios, y los periodistas del juego notaron el nivel de detalle y cuán fiel fue su transición de Persona 5, así como el factor de disfrute de jugarlo en general. USGamer criticó su personalidad relativamente silenciosa en la adaptación del anime, comparándolo negativamente con el más hablador Yu Narukami en Persona 4: The Animation. Por el contrario, la actuación de voz de Xander Mobus fue objeto de elogios por parte de Siliconera.
También se han realizado mercadotecnia de Joker, como figurillas y figuras de acción. En abril de 2019, se lanzó en Japón una pistola de airsoft TT tipo Joker, basada en una que usa en el juego. Su atuendo de Phantom Thief y una serie de accesorios relacionados también fueron lanzados por la marca de moda japonesa SuperGroupies en junio de 2019. Una figura de Amiibo de él fue lanzada en octubre de 2020.